# Chrysocraspeda olenaria
Chrysocraspeda olenaria là một loài bướm đêm trong họ Geometridae.